# Alte Post (Drensteinfurt)

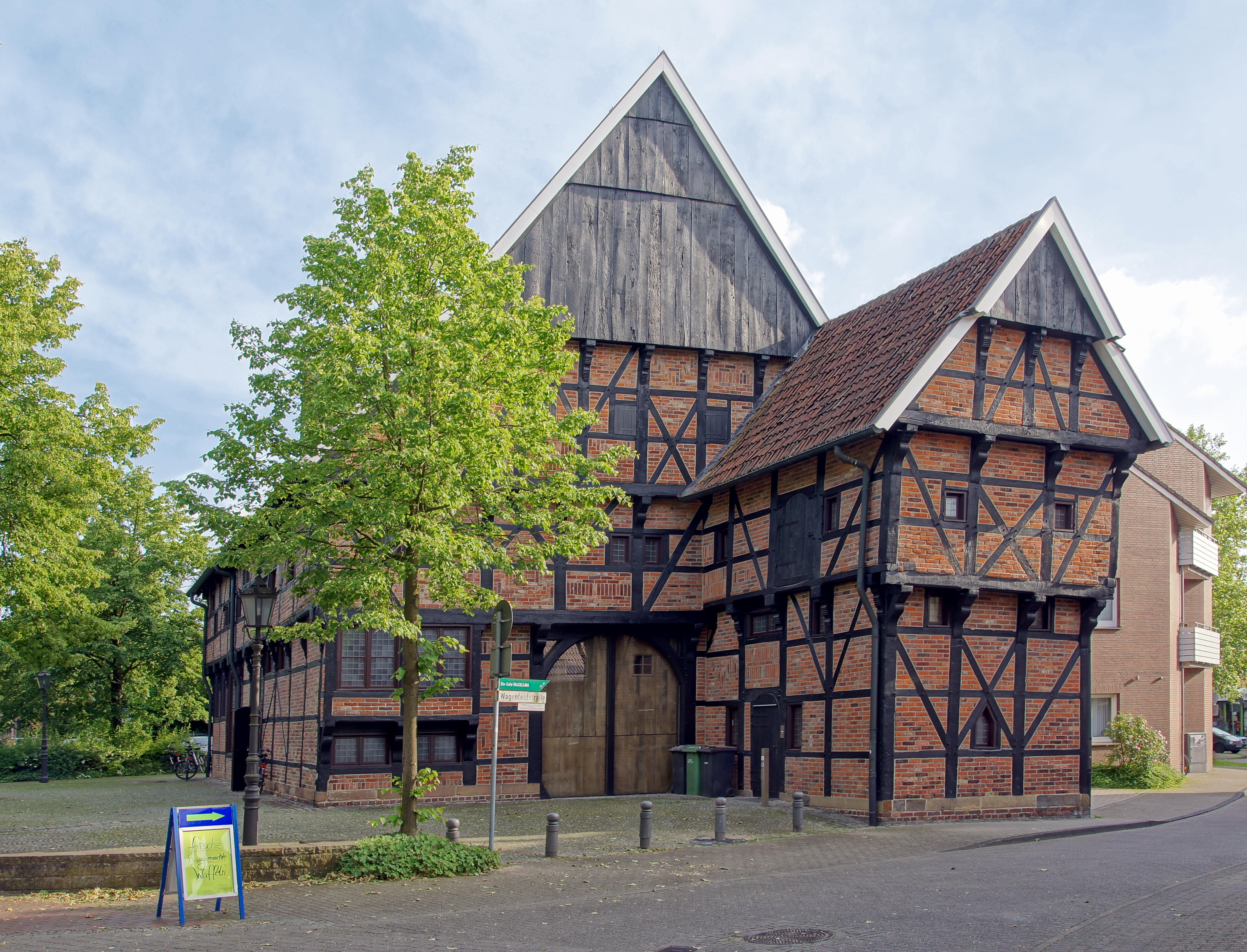
Die Alte Post in Drensteinfurt

Die Alte Post zählt zu den wichtigsten Baudenkmälern der Stadt Drensteinfurt im Kreis Warendorf (Nordrhein-Westfalen). Das Fachwerkbürgerhaus befindet sich an der Mühlenstraße und wurde im Jahr 1647 errichtet. Es besitzt eine für seine Zeit beachtliche Größe (28,30 m Länge und 12,85 m Breite) und diente zunächst als Lagerhaus und Getreidespeicher. Zusätzlich gab es bereits einen Wohnplatz im Gebäude. Von 1850 bis 1917 diente es als Poststation, woher sich auch der Name des Gebäudes ableitet. So wurden dort die Postkutschen und Pferde untergestellt.
In den Jahren 1976 bis 1980 wurde es umfassend saniert und wird für Ratssitzungen, Trauungen oder Ausstellungen genutzt. Am 28. Juni 1982 wurde es in die Denkmalschutzliste der Stadt Drensteinfurt eingetragen. Ein alter Brunnen, Teil des Ensembles, steht seit dem 20. Januar 2005 ebenfalls unter Denkmalschutz.

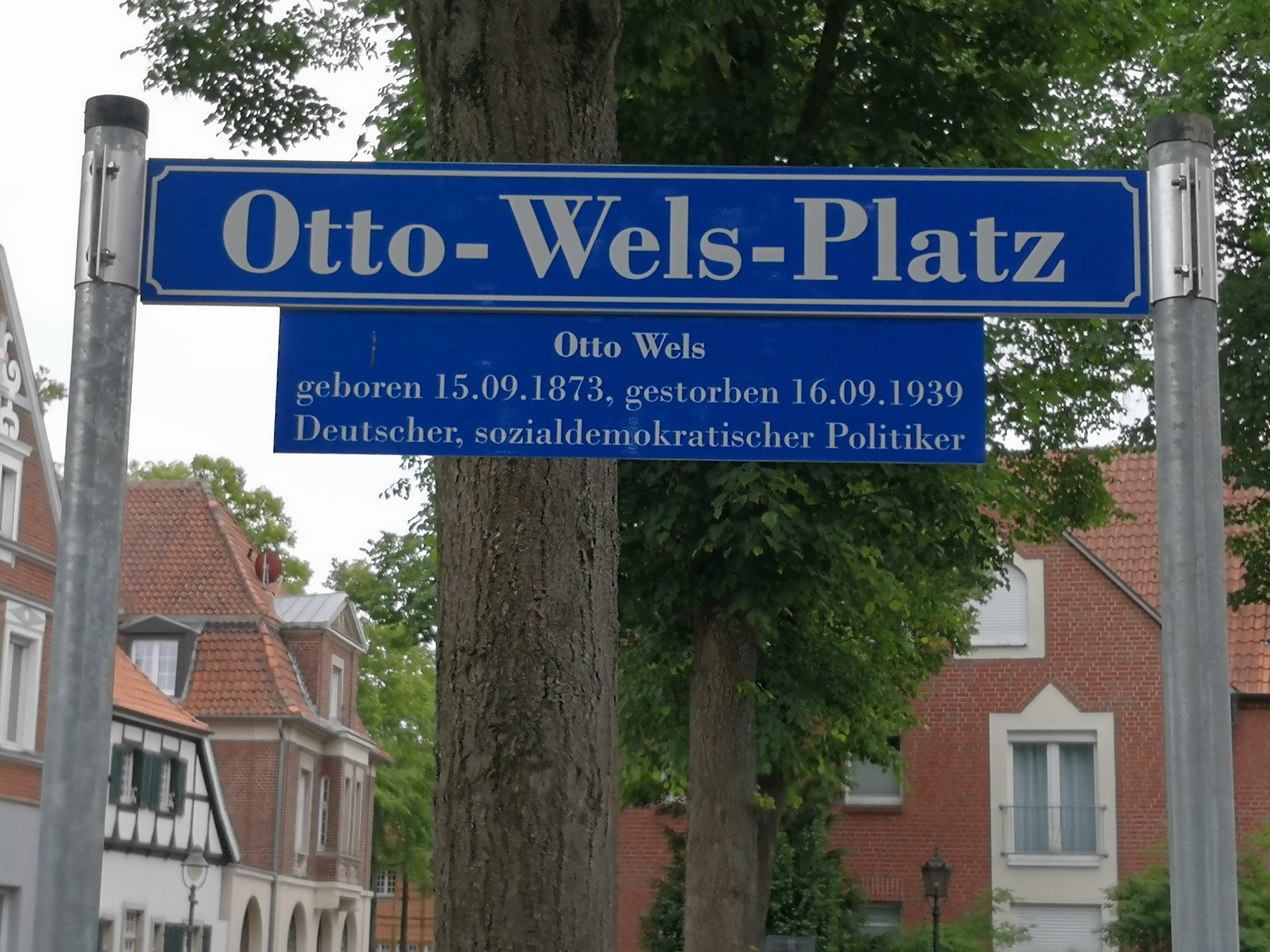
Otto-Wels-Platz, Alte Post, Drensteinfurt

2013 wurde der Platz vor der Alten Post in Otto-Wels-Platz umbenannt.